# Goodbye My Lover
Goodbye my lover is een single van de Britse zanger-muzikant James Blunt. Het nummer is afkomstig van Blunts debuutalbum Back to Bedlam uit 2004. In november 2005 werd het nummer op single uitgebracht.

## Achtergrond
De single werd een wereldwijde hit en behaalde in thuisland het Verenigd Koninkrijk de 9e positie in de UK Singles Chart. In Australië werd de 9e positie behaald, Nieuw-Zeeland de 19e, Ierland de 13e, Canada de 27e, de VS de 66e, Zweden de nummer 1-positie, Duitsland de 28e en in de Eurochart Hot 100 de 8e positie.
In Nederland werd de single veel gedraaid op de landelijke radiozenders en werd een enorme hit. De single bereikte de 4e positie in zowel de Nederlandse Top 40 op destijds Radio 538 als in de publieke hitlijst; de Mega Top 50 op 3FM.
In België bereikte de single de 2e positie in zowel de Vlaamse Ultratop 50 als de Vlaamse Radio 2 Top 30 en de Waalse Ultratop 50.
In de sinds december 1999 jaarlijks uitgezonden NPO Radio 2 Top 2000 van de Nederlandse publieke radiozender NPO Radio 2 staat de single sinds de editie van 2007 onafgebroken genoteerd, met als hoogste notering een 453e positie in 2007.

## Hitnoteringen

### Nederlandse Top 40
| Hitnotering: 17-12-2005 t/m 18-03-2006 | Hitnotering: 17-12-2005 t/m 18-03-2006 | Hitnotering: 17-12-2005 t/m 18-03-2006 | Hitnotering: 17-12-2005 t/m 18-03-2006 | Hitnotering: 17-12-2005 t/m 18-03-2006 | Hitnotering: 17-12-2005 t/m 18-03-2006 | Hitnotering: 17-12-2005 t/m 18-03-2006 | Hitnotering: 17-12-2005 t/m 18-03-2006 | Hitnotering: 17-12-2005 t/m 18-03-2006 | Hitnotering: 17-12-2005 t/m 18-03-2006 | Hitnotering: 17-12-2005 t/m 18-03-2006 | Hitnotering: 17-12-2005 t/m 18-03-2006 | Hitnotering: 17-12-2005 t/m 18-03-2006 | Hitnotering: 17-12-2005 t/m 18-03-2006 | Hitnotering: 17-12-2005 t/m 18-03-2006 | Hitnotering: 17-12-2005 t/m 18-03-2006 |
| Week:                                  | 1                                      | 2                                      | 3                                      | 4                                      | 5                                      | 6                                      | 7                                      | 8                                      | 9                                      | 10                                     | 11                                     | 12                                     | 13                                     | 14                                     |                                        |
| -------------------------------------- | -------------------------------------- | -------------------------------------- | -------------------------------------- | -------------------------------------- | -------------------------------------- | -------------------------------------- | -------------------------------------- | -------------------------------------- | -------------------------------------- | -------------------------------------- | -------------------------------------- | -------------------------------------- | -------------------------------------- | -------------------------------------- | -------------------------------------- |
| Positie:                               | 32                                     | 26                                     | 22                                     | 17                                     | 13                                     | 13                                     | 7                                      | 4                                      | 8                                      | 8                                      | 9                                      | 9                                      | 12                                     | 35                                     | uit                                    |

### Mega Top 50
| Hitnotering: 10-12-2005 t/m 01-04-2006 | Hitnotering: 10-12-2005 t/m 01-04-2006 | Hitnotering: 10-12-2005 t/m 01-04-2006 | Hitnotering: 10-12-2005 t/m 01-04-2006 | Hitnotering: 10-12-2005 t/m 01-04-2006 | Hitnotering: 10-12-2005 t/m 01-04-2006 | Hitnotering: 10-12-2005 t/m 01-04-2006 | Hitnotering: 10-12-2005 t/m 01-04-2006 | Hitnotering: 10-12-2005 t/m 01-04-2006 | Hitnotering: 10-12-2005 t/m 01-04-2006 | Hitnotering: 10-12-2005 t/m 01-04-2006 | Hitnotering: 10-12-2005 t/m 01-04-2006 | Hitnotering: 10-12-2005 t/m 01-04-2006 | Hitnotering: 10-12-2005 t/m 01-04-2006 | Hitnotering: 10-12-2005 t/m 01-04-2006 | Hitnotering: 10-12-2005 t/m 01-04-2006 | Hitnotering: 10-12-2005 t/m 01-04-2006 | Hitnotering: 10-12-2005 t/m 01-04-2006 | Hitnotering: 10-12-2005 t/m 01-04-2006 |
| Week:                                  | 1                                      | 2                                      | 3                                      | 4                                      | 5                                      | 6                                      | 7                                      | 8                                      | 9                                      | 10                                     | 11                                     | 12                                     | 13                                     | 14                                     | 15                                     | 16                                     | 17                                     |                                        |
| -------------------------------------- | -------------------------------------- | -------------------------------------- | -------------------------------------- | -------------------------------------- | -------------------------------------- | -------------------------------------- | -------------------------------------- | -------------------------------------- | -------------------------------------- | -------------------------------------- | -------------------------------------- | -------------------------------------- | -------------------------------------- | -------------------------------------- | -------------------------------------- | -------------------------------------- | -------------------------------------- | -------------------------------------- |
| Positie:                               | 80                                     | 32                                     | 20                                     | 21                                     | 10                                     | 11                                     | 7                                      | 4                                      | 8                                      | 7                                      | 7                                      | 14                                     | 14                                     | 21                                     | 37                                     | 74                                     | 88                                     | uit                                    |

### Vlaamse Ultratop 50
| Hitnotering: 31-12-2005 t/m 06-05-2006 | Hitnotering: 31-12-2005 t/m 06-05-2006 | Hitnotering: 31-12-2005 t/m 06-05-2006 | Hitnotering: 31-12-2005 t/m 06-05-2006 | Hitnotering: 31-12-2005 t/m 06-05-2006 | Hitnotering: 31-12-2005 t/m 06-05-2006 | Hitnotering: 31-12-2005 t/m 06-05-2006 | Hitnotering: 31-12-2005 t/m 06-05-2006 | Hitnotering: 31-12-2005 t/m 06-05-2006 | Hitnotering: 31-12-2005 t/m 06-05-2006 | Hitnotering: 31-12-2005 t/m 06-05-2006 | Hitnotering: 31-12-2005 t/m 06-05-2006 | Hitnotering: 31-12-2005 t/m 06-05-2006 | Hitnotering: 31-12-2005 t/m 06-05-2006 | Hitnotering: 31-12-2005 t/m 06-05-2006 | Hitnotering: 31-12-2005 t/m 06-05-2006 | Hitnotering: 31-12-2005 t/m 06-05-2006 | Hitnotering: 31-12-2005 t/m 06-05-2006 | Hitnotering: 31-12-2005 t/m 06-05-2006 | Hitnotering: 31-12-2005 t/m 06-05-2006 | Hitnotering: 31-12-2005 t/m 06-05-2006 |
| Week:                                  | 1                                      | 2                                      | 3                                      | 4                                      | 5                                      | 6                                      | 7                                      | 8                                      | 9                                      | 10                                     | 11                                     | 12                                     | 13                                     | 14                                     | 15                                     | 16                                     | 17                                     | 18                                     | 19                                     |                                        |
| -------------------------------------- | -------------------------------------- | -------------------------------------- | -------------------------------------- | -------------------------------------- | -------------------------------------- | -------------------------------------- | -------------------------------------- | -------------------------------------- | -------------------------------------- | -------------------------------------- | -------------------------------------- | -------------------------------------- | -------------------------------------- | -------------------------------------- | -------------------------------------- | -------------------------------------- | -------------------------------------- | -------------------------------------- | -------------------------------------- | -------------------------------------- |
| Positie:                               | 37                                     | 16                                     | 9                                      | 4                                      | 2                                      | 2                                      | 2                                      | 2                                      | 2                                      | 8                                      | 8                                      | 9                                      | 10                                     | 14                                     | 17                                     | 17                                     | 20                                     | 30                                     | 42                                     | uit                                    |

### Vlaamse Radio 2 Top 30
| Hitnotering: 31-12-2005 t/m 06-05-2006 | Hitnotering: 31-12-2005 t/m 06-05-2006 | Hitnotering: 31-12-2005 t/m 06-05-2006 | Hitnotering: 31-12-2005 t/m 06-05-2006 | Hitnotering: 31-12-2005 t/m 06-05-2006 | Hitnotering: 31-12-2005 t/m 06-05-2006 | Hitnotering: 31-12-2005 t/m 06-05-2006 | Hitnotering: 31-12-2005 t/m 06-05-2006 | Hitnotering: 31-12-2005 t/m 06-05-2006 | Hitnotering: 31-12-2005 t/m 06-05-2006 | Hitnotering: 31-12-2005 t/m 06-05-2006 | Hitnotering: 31-12-2005 t/m 06-05-2006 | Hitnotering: 31-12-2005 t/m 06-05-2006 | Hitnotering: 31-12-2005 t/m 06-05-2006 | Hitnotering: 31-12-2005 t/m 06-05-2006 | Hitnotering: 31-12-2005 t/m 06-05-2006 | Hitnotering: 31-12-2005 t/m 06-05-2006 | Hitnotering: 31-12-2005 t/m 06-05-2006 | Hitnotering: 31-12-2005 t/m 06-05-2006 | Hitnotering: 31-12-2005 t/m 06-05-2006 | Hitnotering: 31-12-2005 t/m 06-05-2006 |
| Week:                                  | 1                                      | 2                                      | 3                                      | 4                                      | 5                                      | 6                                      | 7                                      | 8                                      | 9                                      | 10                                     | 11                                     | 12                                     | 13                                     | 14                                     | 15                                     | 16                                     | 17                                     | 18                                     | 19                                     |                                        |
| -------------------------------------- | -------------------------------------- | -------------------------------------- | -------------------------------------- | -------------------------------------- | -------------------------------------- | -------------------------------------- | -------------------------------------- | -------------------------------------- | -------------------------------------- | -------------------------------------- | -------------------------------------- | -------------------------------------- | -------------------------------------- | -------------------------------------- | -------------------------------------- | -------------------------------------- | -------------------------------------- | -------------------------------------- | -------------------------------------- | -------------------------------------- |
| Positie:                               | 23                                     | 11                                     | 7                                      | 3                                      | 2                                      | 2                                      | 2                                      | 2                                      | 2                                      | 8                                      | 8                                      | 9                                      | 10                                     | 11                                     | 13                                     | 13                                     | 16                                     | 25                                     | 29                                     | uit                                    |

### NPO Radio 2 Top 2000
| Nummer met noteringen in de NPO Radio 2 Top 2000 | '07 | '08  | '09 | '10 | '11 | '12 | '13 | '14  | '15  | '16  | '17  | '18  | '19  | '20  | '21  | '22  | '23  | '24  |
| ------------------------------------------------ | --- | ---- | --- | --- | --- | --- | --- | ---- | ---- | ---- | ---- | ---- | ---- | ---- | ---- | ---- | ---- | ---- |
| Goodbye My Lover                                 | 453 | 1753 | 745 | 709 | 770 | 762 | 841 | 1056 | 1047 | 1204 | 1309 | 1616 | 1629 | 1684 | 1465 | 1900 | 1747 | 1708 |

1. ↑  Een vetgedrukt getal geeft de hoogste notering aan.
2. ↑  2007 was het eerste jaar met een notering voor dit nummer.